# 考德威爾 (阿肯色州)
考德威爾（英語：Caldwell）是一個位於美國阿肯色州聖弗朗西斯縣的城市。

## 地理
考德威爾的座標為35°04′28″N 90°48′34″W / 35.07444°N 90.80944°W，而該地的平均海拔高度為73米（即240英尺）。

## 人口
根據2020年美國人口普查的數據，考德威爾的面積為8.30平方千米，當中陸地面積為8.25平方千米，而水域面積為0.05平方千米。當地共有人口451人，而人口密度為每平方千米54人。